# Christliche Frauenbewegung
Die christliche Frauenbewegung war eine Bestrebung der Kirchen, für die Selbstbestimmung und Gleichberechtigung des weiblichen Geschlechts innerhalb der Kirchen und der Gesellschaft einzutreten. Die Bewegung begann mit den Freiheitsgedanken nach der französischen Revolution und den wirtschaftlichen Veränderungen im 19. Jahrhundert.

## Die Anfänge bis 1945
In der 2. Hälfte des 19. Jahrhunderts wurde in Frankreich die katholische Frauenbewegung „Le féminisme chrétien“ gegründet, ihre Leiterin war die Französin Marie Maugeret (1844–1928); auf der protestantischen Seite wurde von Sarah Monod eine vergleichbare Bewegung ins Leben gerufen. In Deutschland wurde im Zuge des Deutschkatholizismus im Jahre 1848 in Hamburg eine Frauenhochschule errichtet, sie war die erste Hochschule für das weibliche Geschlecht, auf der bürgerliche Frauen zu Kindergärtnerinnen ausgebildet werden sollten. Hieraus entwickelte sich in Deutschland die eigentliche christliche Frauenbewegung, deren führende Persönlichkeiten waren:

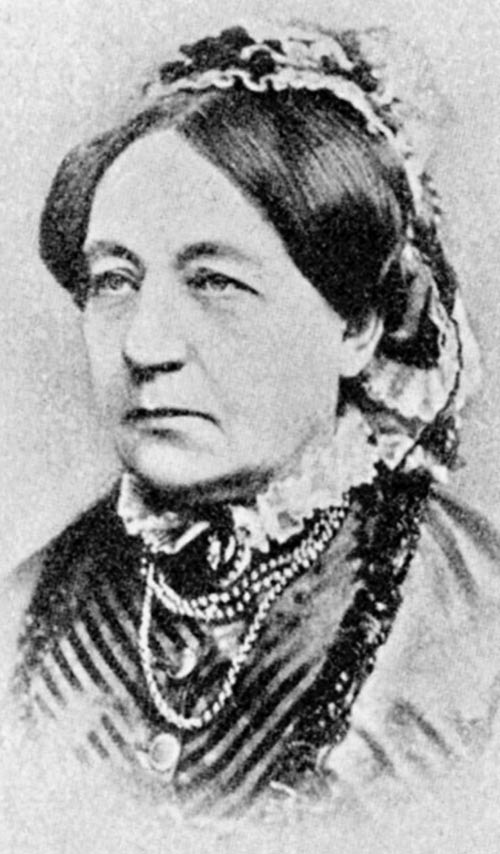
Louise Otto-Peters (1819–1895)
Auguste Schmidt (1833–1902)
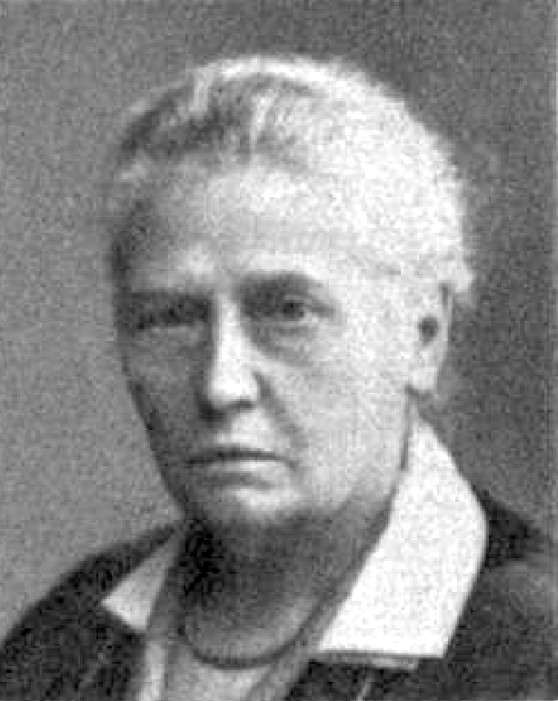
Paula Müller-Otfried (1865–1946)
Hedwig Dransfeld (1871–1925)
Helene Weber (1881–1962)

1865 entstand unter der Leitung von Louise Otto-Peters und Auguste Schmidt in Leipzig der „Allgemeine Deutsche Frauenverein“ (AGF), nach 1918 nannte er sich „Deutscher Staatsbürgerinnen-Verband“. Hauptziele waren die Verbesserung der Bildungschancen, die Forderung auf das Wahlrecht für Frauen und der Mutterschutz.
Erst im Jahre 1899 wurde in Kassel der „Deutsche Evangelische Frauenbund“ (D.E.F.B.) errichtet. Als Mitbegründerin wurde Paula Müller-Otfried eine bekannte Frau in der christlichen Frauenbewegung. Die Mitglieder verstanden sich als eine bürgerliche Frauenbewegung und wollten auf die gesellschaftlich-politische Entwicklung Einfluss nehmen und die Position der Frauen in der evangelischen Kirche stärken.
Im Jahre 1903 entstand in Köln ein „Katholischer Frauenbund“ (KFB), die Erste Vorsitzende war Emilie Hopmann (1845–1926), Ehefrau eines Kölner Arztes, ihre Stellvertreterin und spätere Nachfolgerin war die Reichstagsabgeordnete Hedwig Dransfeld. Ihre Zielsetzung lag in der Vermittlung politischen Grundwissens, der Bildung für Frauen und der Vorbereitung auf ein christlich geführtes Leben.
Die „Weltunion katholischer Frauenverbände“ wurde 1910 von der Französin Vicomtesse de Vélard gegründet. Sie hat ihren Sitz in Paris und kann heute auf 100 Mitgliedsorganisationen zurückblicken, in denen sich fast 50 Millionen Mitglieder versammeln.
Bis 1918 schlossen sich in Deutschland einundzwanzig Verbände und 23 landeskirchliche Frauenwerke zum Dachverband der „Evangelischen Frauenarbeit in Deutschland“ (EFD) zusammen, der seit 2008 unter dem Namen „Evangelische Frauen in Deutschland e.V.“ (EFiD) firmiert. Sie hatten ihren Sitz in Frankfurt am Main und wurden als Fachverband Bestandteil der Inneren Mission.
Der Berufsverband katholischer Fürsorgerinnen erblickte 1918 in Essen das Licht der Welt und wurde 1946 reorganisiert. Die Gründerin war die Abgeordnete Helene Weber. Dieser Verband war auch ein Interessenverband innerhalb der Kirche und hatte sich zur Aufgabe gemacht, einen Beitrag zur Bildung der christlichen Berufspersönlichkeit zu leisten.
1919 kam es in Leipzig zum Zusammenschluss der evangelischen Jugendbewegung „Bibelkreise für Schülerinnen“ zum „Deutschen Bund der Mädchen-Bibelkreise“ (MBK). Heute wirkt diese Frauen- und Jugendorganisation unter der Bezeichnung „Evangelisches Jugend- und Missionswerk“ mit Sitz in Bad Salzuflen.
Im Jahre 1929 wurde in Freiburg im Breisgau die „Berufsgemeinschaft katholischer Jugendleiterinnen und Kindergärtnerinnen“ gegründet. Hier hatte man sich zum Ziel gesetzt, die fachliche Fortbildung auf dem Boden des katholischen Glaubens zu fördern. Man verstand sich auch als kirchliche Interessenvertretung.

## Nach 1945
Die eingangs erwähnten Frauenorganisationen richteten ihr Wirken zunächst auf eine notwendige Ausbildung der Mädchen und Frauen und erweiterten dann ihre Tätigkeiten in die sozialen Bereiche. Nach 1945 begann ein Wiederaufbau und die Reaktivierung der christlichen Frauenbewegung in Deutschland, die unterschiedlichsten Frauenvereinigungen reorganisierten sich, veranstalteten internationale Treffen und Zusammenschlüsse, um ihre Forderungen zu bündeln und sich ein Forum aufzubauen.
1946 wurde die „Arbeitsgemeinschaft katholischer Frauenverbände in Deutschland“ gegründet, sie ist ein Zusammenschluss katholischer Frauenverbände und Frauengruppen in gemischten Verbänden und setzt sich aus 19 Verbänden zusammen. Ihr Arbeitsschwerpunkt liegt in der Unterstützung der Einzelverbände, der Koordinierung von Veranstaltungen und Tagungen und der Zusammenarbeit mit internationalen Frauenbewegungen. Die christliche Komponente wird durch die Initiativen für die Gerechtigkeit für Frauen und die Teilhabe an Macht und Verantwortung in Kirche und Gesellschaft unterstrichen.
Die deutschen katholischen Bischöfe errichteten die „Kirchliche Hauptstelle für Frauenseelsorge in den Diözesen“ mit dem Hauptsitz in Düsseldorf, diese Einrichtung heißt heute „Arbeitsstelle für Frauenseelsorge der Deutschen Bischofskonferenz“ und ist in Bonn beheimatet.
In Bethel wurde 1950 der „Bund evangelischer Fürsorgerinnen“ gegründet, er war eine christliche Gesinnungsgemeinschaft evangelischer Frauen, die im Sozialdienst der Kirchen standen und die evangelische Glaubenshaltung vertiefen wollten.

## Ziele
Für die christliche Frauenbewegung steht die Bemühung für die Erhaltung und Förderung der christlichen Ehe und Familie im Vordergrund. Sie treten für soziale Gerechtigkeit und den Frieden unter den Völkern ein. Die Verbände, Organisationen und Vereine haben sich als Hauptziel vorgenommen, die Bildungschancen für Frauen zu verbessern, hierzu gehört die Forderung nach entsprechenden Bildungseinrichtungen für Frauen und deren rechtliche Gleichstellung. Letztlich steht die christliche Frauenbewegung dafür ein, dass sich Frauen ihrer sozialen und politischen Verantwortung als Christinnen bewusst werden. Um diese Ziele zu erreichen, nehmen sie regelmäßig Stellung zu gesellschaftspolitischen Entwicklungen und fordern Antworten auf frauenpolitisch relevante Fragestellungen.